# Dahren
Dahren, obersorbisch Darinⓘ, ist ein Oberlausitzer Dorf im Landkreis Bautzen, das seit 1923 zur Gemeinde Göda gehört.

## Geografie
Das Dorf, nach der Siedlungsform ein erweiterter Rundling, liegt 176 m über dem Meeresspiegel im Oberlausitzer Gefilde am Langen Wasser.
Nachbarorte sind Döbschke im Nordosten, Buscheritz im Osten, Göda im Südosten, Nedaschütz im Westen und Pietzschwitz im Norden.

## Geschichte
Im Ort befindet sich auf einem Felsriegel der Rest eines Ringwalls einer slawischen Skalenburg, die Bodenfunden zufolge auf das 11. – 12. Jahrhundert datiert wird.
Die erste urkundliche Erwähnung als Darin oder Daryn stammt aus dem Jahr 1373. Im Jahre 1377 galt Dahren als allodium (Freigut), welches 1562 dem Nedaschützer Rittergut gehörte, 1586 jedoch wieder eigenständig war. Auch in den folgenden Jahrhunderten oblag die Grundherrschaft im Ort dem hiesigen Rittergut selbst.
Bis ins Jahr 1923 bildete Dahren eine eigenständige Gemeinde.

### Einwohner
Im Jahre 1884 hatte der Ort nach der Statistik von Arnošt Muka 89 Einwohner, von denen 72 Sorben waren (81 %).

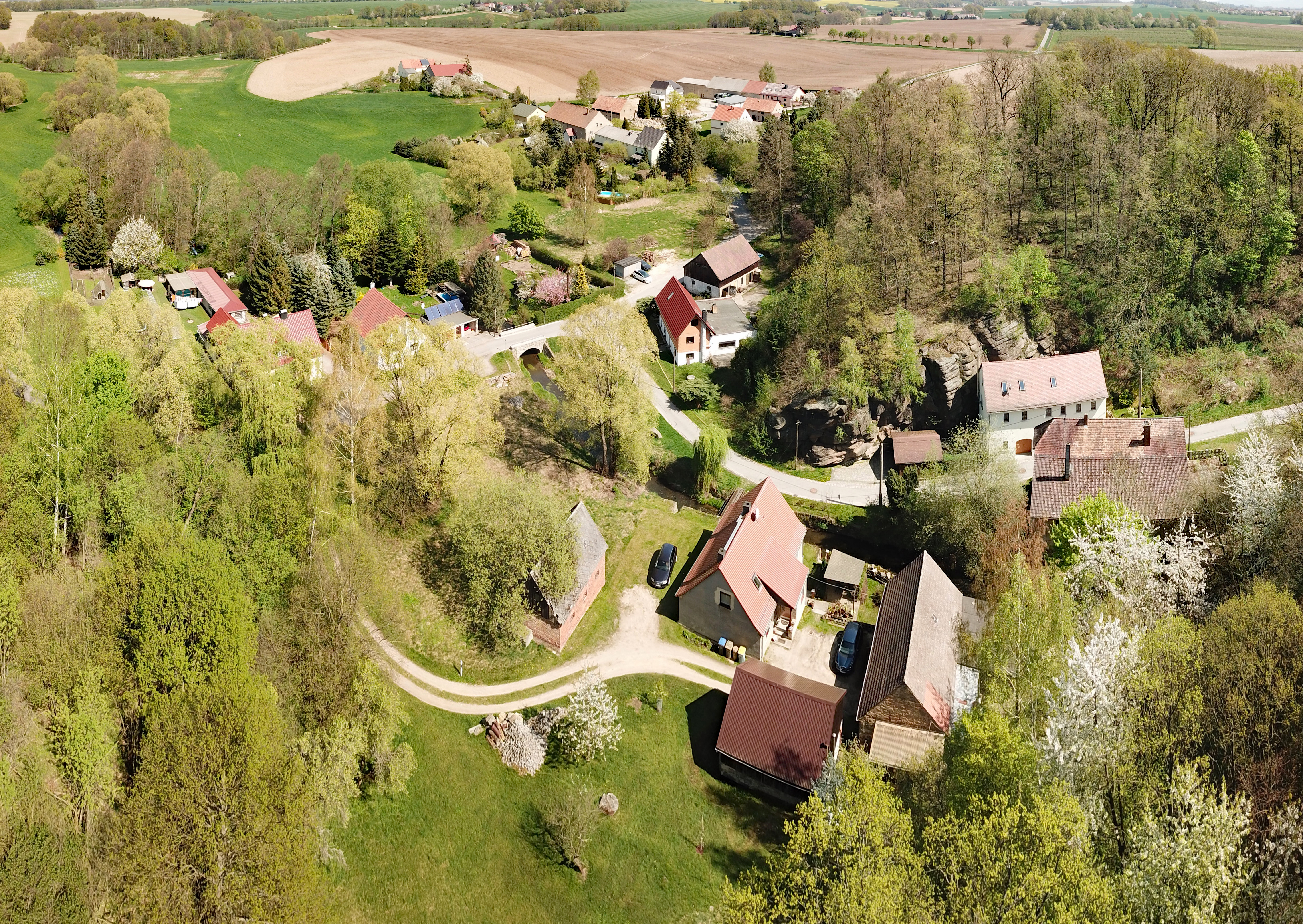
Luftbild von Dahren